# Rhogeessa io
Espèce
Statut de conservation UICN

 LC  : Préoccupation mineure
Rhogeessa io est une espèce de chauves-souris américaine de la famille des Vespertilionidae.

## Description
L'espèce a une longueur de la tête et du corps entre 37 et 50 mm, une longueur de l'avant-bras entre 30 et 32 mm, une longueur de la queue entre 29 et 33 mm, une longueur du pied entre 6 et 8 mm, une longueur des oreilles entre 11 et 13 mm et un poids allant jusqu'à 6 g.
La fourrure est courte. Les parties dorsales sont jaune brunâtre, avec les pointes des poils brun foncé, tandis que les parties ventrales sont jaunâtres. Le museau est noirâtre et avec deux petites masses glandulaires sur les côtés. Les oreilles sont relativement courtes, noirâtres, triangulaires et à bout arrondi. Chez les mâles, il y a des masses glandulaires à la base de la surface dorsale antérieure des oreilles. Le tragus est long et fin. Les membranes des ailes sont noirâtres et attachées postérieurement à la base des orteils. L'extrémité de la longue queue s'étend légèrement au-delà de la membrane interfémorale, qui est parsemée de quelques poils à la base de la surface dorsale. Le calcar est bien développé et caréné.
Le caryotype est 2n = 30-32.

## Répartition

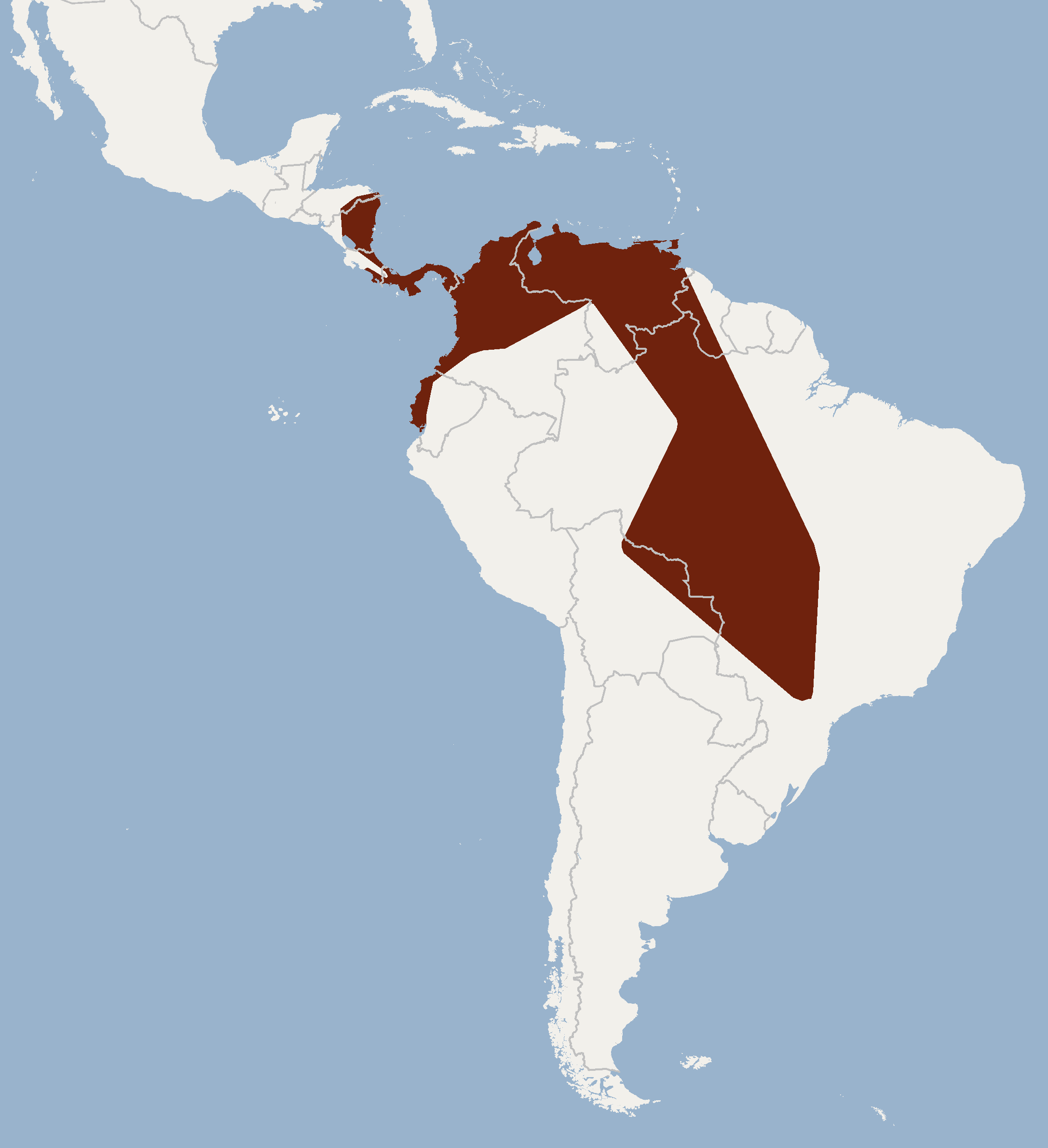
Répartition de Rhogeessa io

L'espèce est présente dans le sud du Honduras, le Nicaragua, le Costa Rica, le Panama, le nord et le centre de la Colombie, l'ouest de l'Équateur, le Venezuela, les états brésiliens du Mato Grosso, du Pará et de l'Amazonas, le nord-est de la Bolivie, l'ouest de Guyana et sur l'île de Trinidad.
Elle vit dans les forêts à feuilles persistantes et dans les zones ouvertes près des forêts jusqu'à 900 mètres d'altitude.

## Comportement

### Habitation
Rhogeessa io se réfugie dans les creux des palétuviers.

### Alimentation
Elle se nourrit d'insectes volants capturés le long des sentiers dans les forêts, dans les ruisseaux et les plans d'eau et au-dessus des plaines ouvertes.

### Reproduction
Des femelles gravides ont été observées de février à avril, tandis que d'autres qui allaitent ont été capturées de mars à juillet.